# Eleocharis rostellata
Eleocharis rostellata là loài thực vật có hoa trong họ Cói. Loài này được (Torr.) Torr. mô tả khoa học đầu tiên năm 1843.

## Hình ảnh

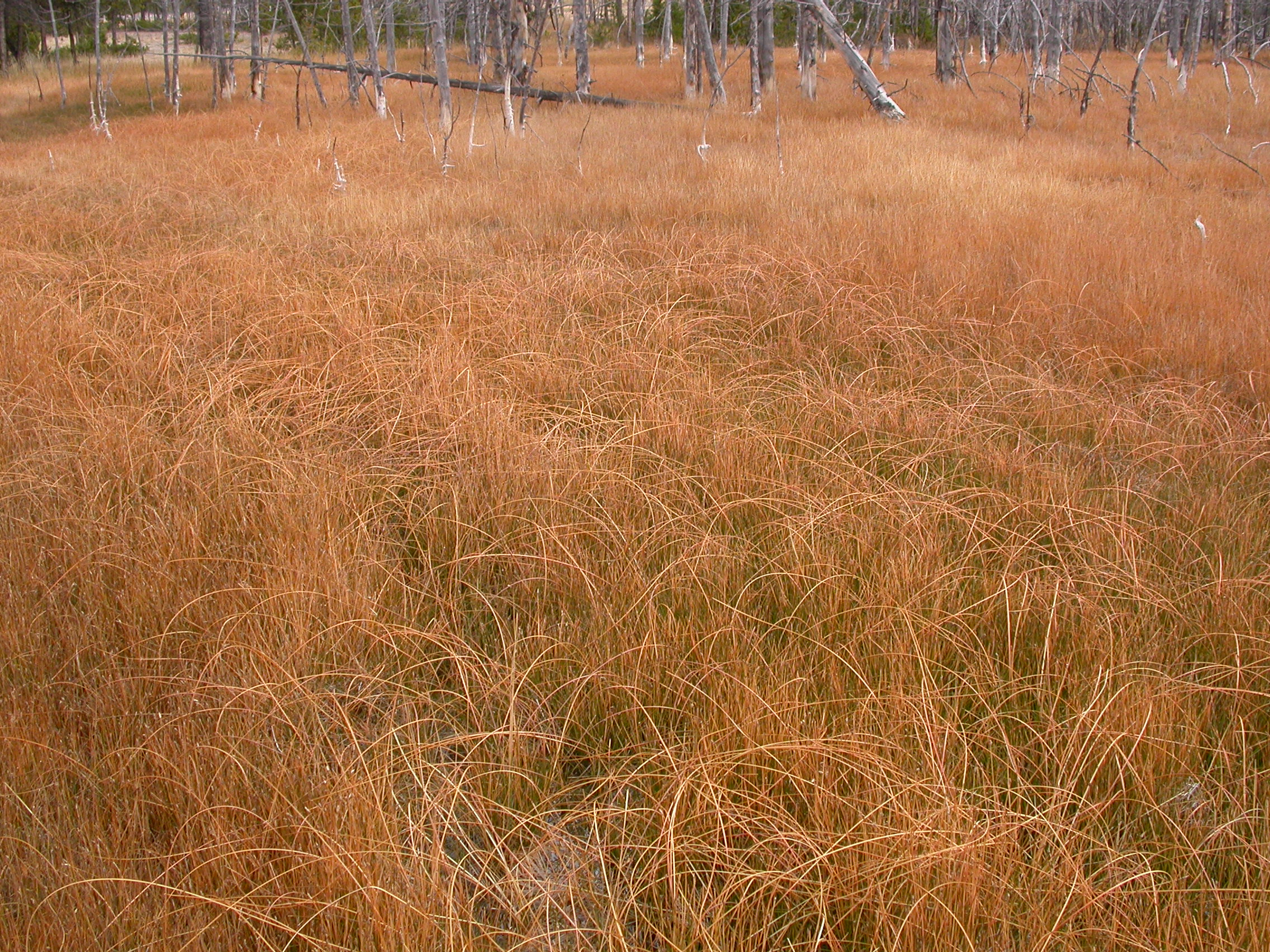
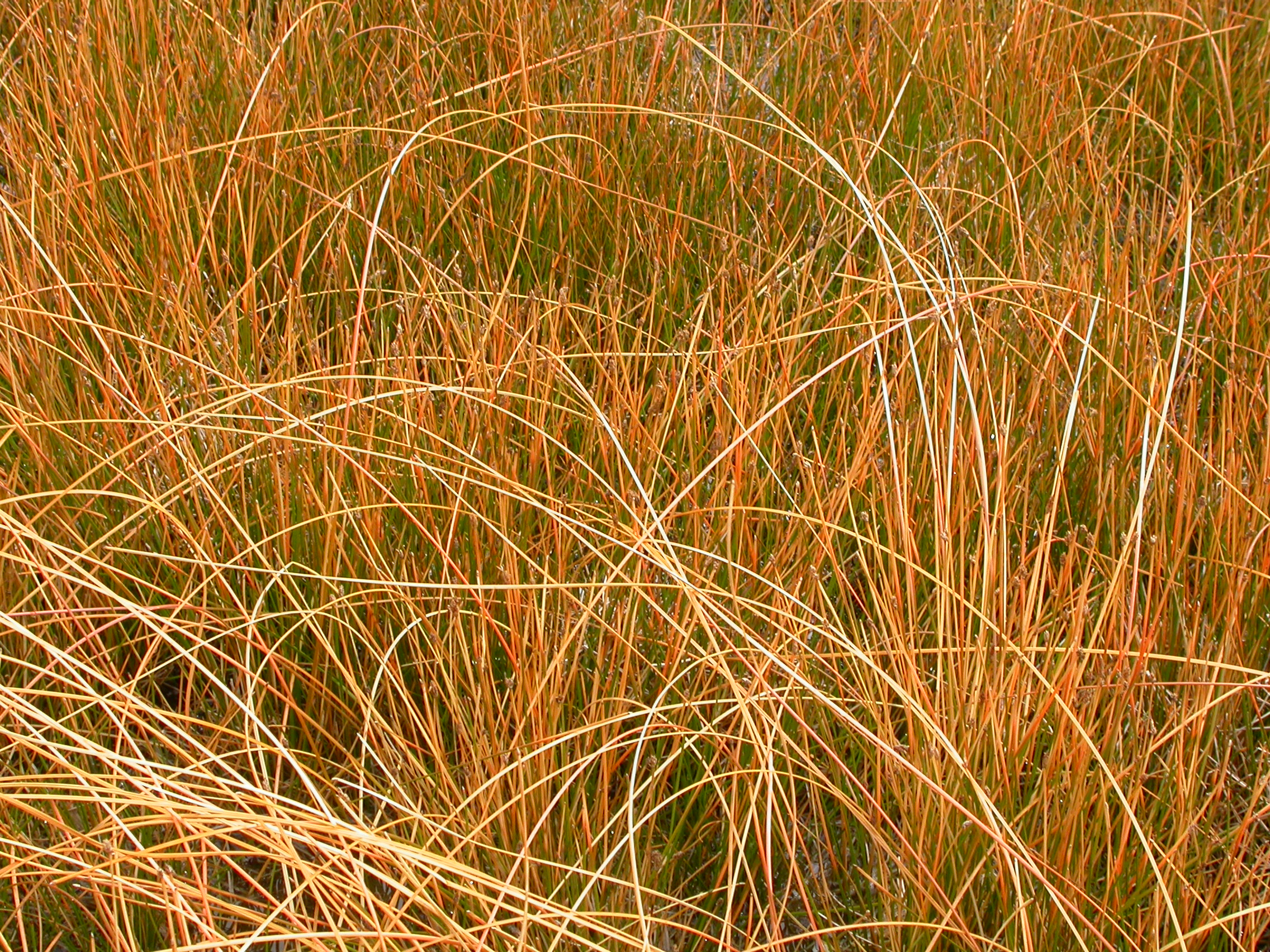
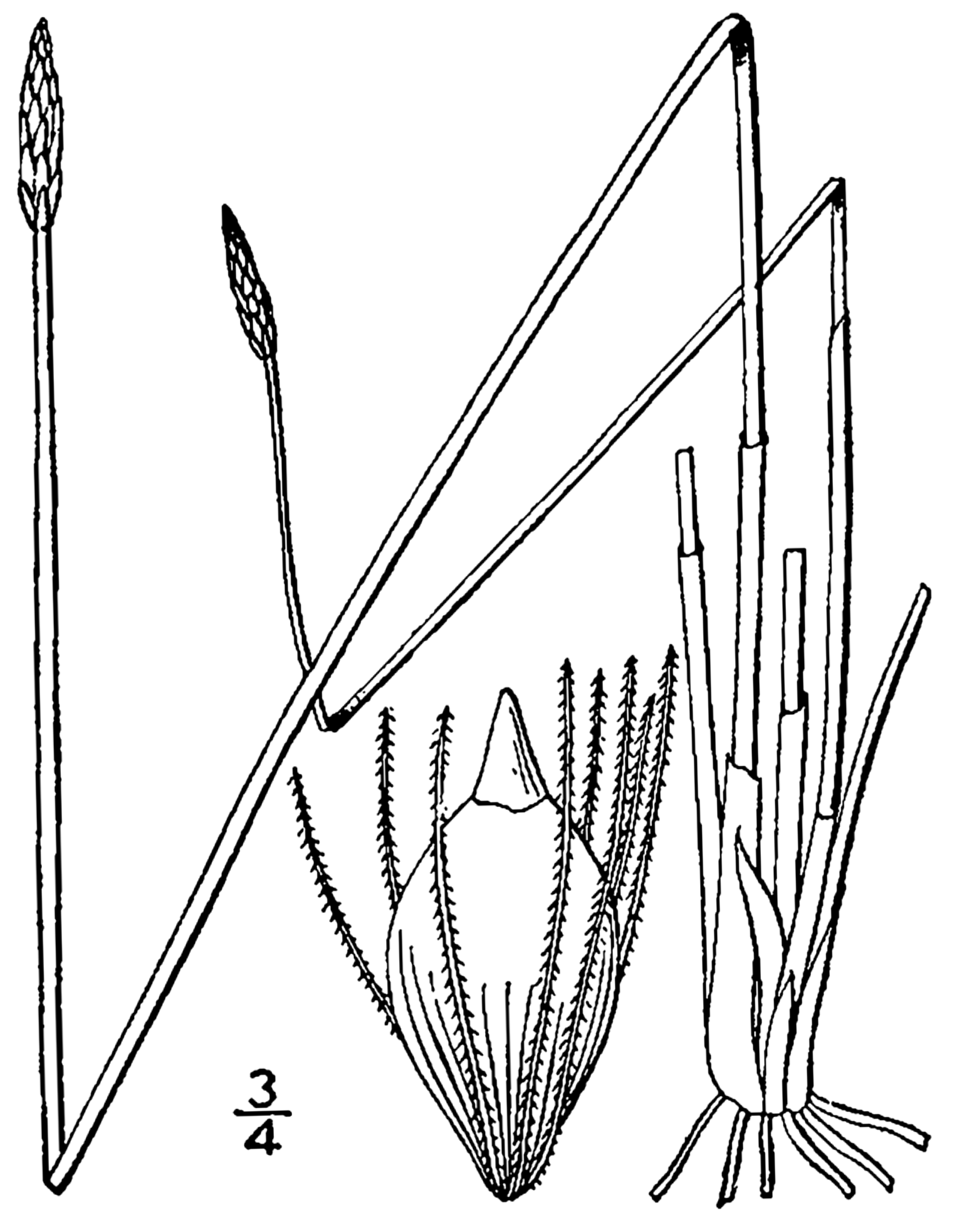